# Psychoda alternicula
Psychoda alternicula är en tvåvingeart som beskrevs av Quate 1955. Psychoda alternicula ingår i släktet Psychoda och familjen fjärilsmyggor. Inga underarter finns listade i Catalogue of Life.